# Morteau (Haute-Marne)
Pour les articles homonymes, voir Morteau (homonymie).
Morteau est une ancienne commune française du département de la Haute-Marne en région Grand Est, dans l'ancienne région de Champagne-Ardenne. Elle est rattachée à la commune de Cirey-lès-Mareilles depuis 1969. Lors du recensement de 1968, le village comptait 15 habitants.

## Géographie
Morteau est situé sur la rive droite du Rognon.

## Histoire
Le village est détruit par des mercenaires suédois pendant la guerre de Trente Ans.
En 1789, cette localité dépend de la province de Champagne dans le bailliage de Chaumont et la prévôté d'Andelot.
Au début du XXe siècle, Morteau était la plus petite commune de France avec une population de 11 habitants. On peut le trouver écrit sur des cartes postales anciennes sous cette forme: " 11 habitants, 4 électeurs".
Le 1er janvier 1969, la commune de Morteau est rattachée à celle de Cirey-lès-Mareilles sous le régime de la fusion simple.

## Démographie
| 1793 | 1800 | 1806 | 1821 | 1831 | 1836 | 1841 | 1846 | 1851 |
| ---- | ---- | ---- | ---- | ---- | ---- | ---- | ---- | ---- |
| 48   | 48   | 50   | 42   | 52   | 49   | 34   | 22   | 16   |

| 1856 | 1861 | 1872 | 1876 | 1881 | 1886 | 1891 | 1896 | 1901 |
| ---- | ---- | ---- | ---- | ---- | ---- | ---- | ---- | ---- |
| 20   | 22   | 19   | 15   | 18   | 12   | 22   | 14   | 13   |

| 1906 | 1921 | 1926 | 1931 | 1936 | 1946 | 1954 | 1962 | 1968 |
| ---- | ---- | ---- | ---- | ---- | ---- | ---- | ---- | ---- |
| 16   | 14   | 13   | 10   | 11   | 5    | 19   | 16   | 15   |

## Lieux et monuments

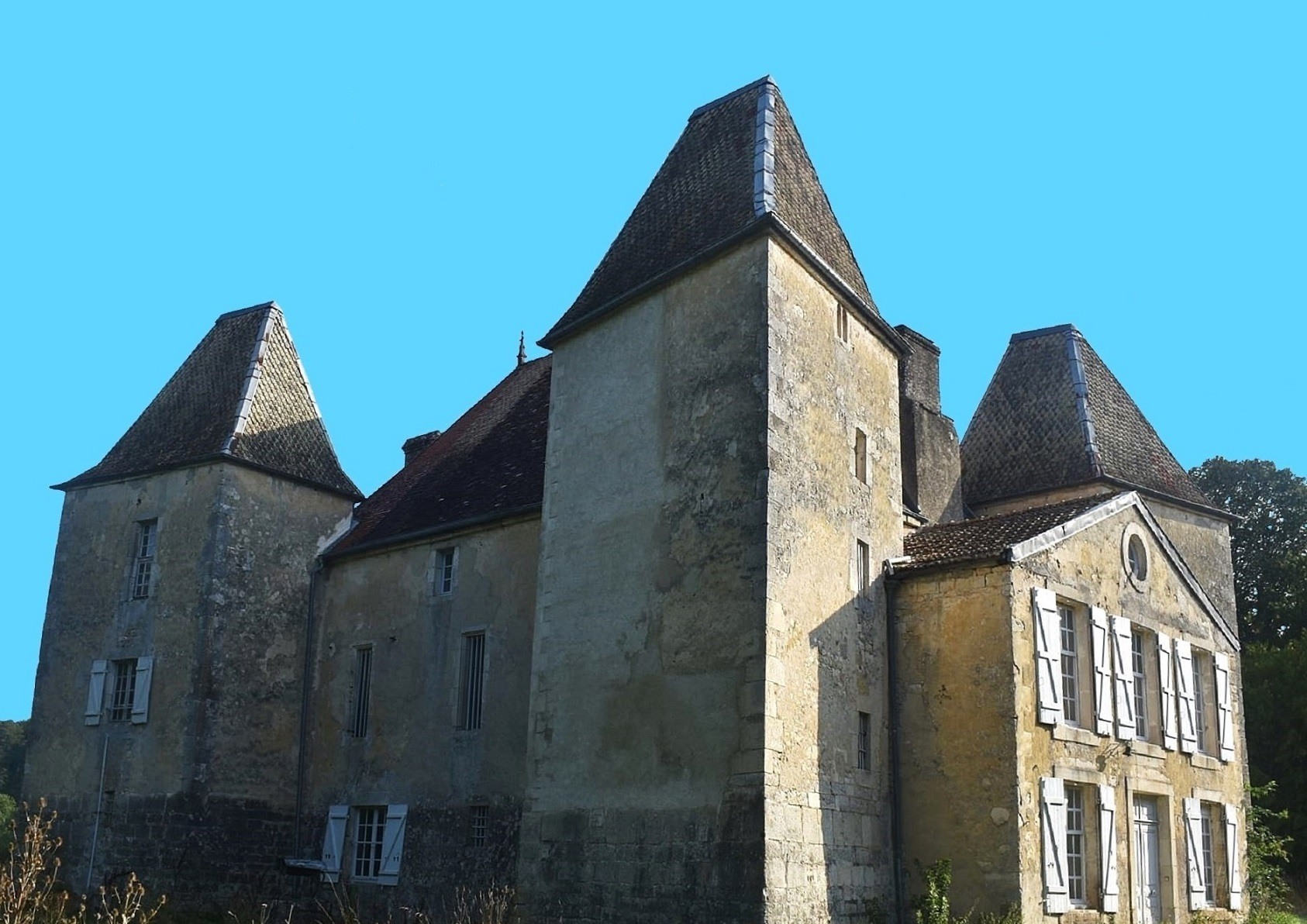
Le château

- Château de Morteau du XVIe siècle avec son pigeonnier du XVIIIe siècle ; ces deux bâtiments sont classés MH depuis le 26 octobre 2010[3]
- Église du XIIe siècle, inscrite MH depuis le 17 février 2010[4]
- Chapelle Saint-Sulpice